# Вісім знаків

Вісім триграм.

Вісім знаків (кит.: 八卦; піньїнь: bāguà, ба-ґуа; кор. 팔괘, пхаль-кве; яп. はっか, はっけ, хакка, хакке) — вісім символів, які використовуються у традиційному китайському ворожінні, що базується на «Книзі змін». Кожен з символів є триграмою — знаком, що утворений комбінацією трьох рисок. Ці риски називаються яо 爻 і поділяються на два типи: суцільні та пунктирні. Суцільні символізують світлу енергію ян, пунктирні — темну енергію їнь. 
Кожен з восьми знаків відповідає певному явищу природи, рисі характеру людини, члену родини тощо. Комбінації восьми знаків дають нові шістдесят чотири знаки.
Існує декілька систем розташування триграм у послідовності. Утворення двох найвідоміших, класичних, приписують Фу Сі та Вень-вану династії Чжоу.
| Знак | Ієрогліф | Назва | Природа | Риси         | Сім'я          | Тіло   | Напрямок        | Юнікод |
| ---- | -------- | ----- | ------- | ------------ | -------------- | ------ | --------------- | ------ |
|      | 乾       | Цянь  | Небо    | Енергійність | Батько         | Голова | Північний захід | U+2630 |
|      | 坤       | Кунь  | Земля   | Послідовний  | Матір          | Живіт  | Південний захід | U+2637 |
|      | 震       | Чжень | Грім    | Рухливий     | Старший син    | Ноги   | Схід            | U+2633 |
|      | 巽       | Сюнь  | Вітер   | Шанобливий   | Старша донька  | Пах    | Південний схід  | U+2634 |
|      | 坎       | Кань  | Вода    | Безталанний  | Середній син   | Вуха   | Північ          | U+2635 |
|      | 離       | Лі    | Вогонь  | Жвавий       | Середня донька | Очі    | Південь         | U+2632 |
|      | 艮       | Гень  | Гора    | Інертний     | Молодший син   | Руки   | Північний схід  | U+2636 |
|      | 兌       | Дуй   | Ставок  | Радісний     | Молодша донька | Рот    | Захід           | U+2631 |